# Castel Sant'Angelo
|  | Per a altres significats, vegeu «Castell de Sant'Angelo». |

Castel Sant'Angelo és una comune (municipi) a la Província de Rieti a la regió italiana del Laci, a uns 70 quilòmetres al nord-est de Roma i uns 12 quilòmetres l'est de Rieti. Castel Sant'Angelo limita amb els municipis de Borgo Velino, Cittaducale, Micigliano i Rieti.